# Le Jeu de l'oie (téléfilm)
Pour plus de détails, voir Fiche technique et Distribution.
Le Jeu de l'oie est un téléfilm français de 30 minutes réalisé par Raoul Ruiz en 1980 et diffusé à la télévision espagnole en 1997. Il est édité en bonus du DVD La Ville des pirates.

## Distribution
- Pascal Bonitzer
- Jean-Loup Rivière